# Fly with Me
„Fly with Me“ (бел. пр. „Лети с мен“) е вторият сингъл от четвъртия им студиен албум на американската поп рок група Jonas Brothers. Издаден е на 9 юни 2009 чрез Hollywood Records. Песента е включена във филма Нощ в Музея 2, в който братята озвучават няколко героя. Песента е написана от братята и басистът им.

## Информация за песента
В песента става дума за двойка влюбени, възраждащи своята връзка. 

### Отзиви
В своят отзив за Lines, Vines and Trying Times Бил Ламб от About.com критикува песента, главно инструменталните и жанровите разлики между нея и предхождащияте я песни, което кара албумът да има недобро и богато звучене. Той казва:
| „ | Със звуците на пианото, арфата и оркестровите камбани (...) се впускаме в невероятно дразнеща програма на познаване кои нови инструменти и дори нови жанрове ще чуем в следващата песен. | “ |

## Представяне в класации
| Класация                | Най-висока позиция |
| ----------------------- | ------------------ |
| Топ 100 сингли Япония   | 11                 |
| Топ 100 сингли САЩ      | 83                 |
| Топ 100 сингли Германия | 89                 |

## История на издаване
| Регион    | Дата | Формат                     |
| --------- | ---- | -------------------------- |
| Австралия | 2009 | Digital Download           |
| Европа    | 2009 | Digital Download/CD Single |

## Видео клип
Видео клипът за песента прави премиерата си по Канал Дисни на 7 юни 2009. Включва записи на братята как записват песента, както и задкулисни записи от турнето им Jonas Brothers World Tour 2009.